# Wilhelm zu Stolberg-Wernigerode

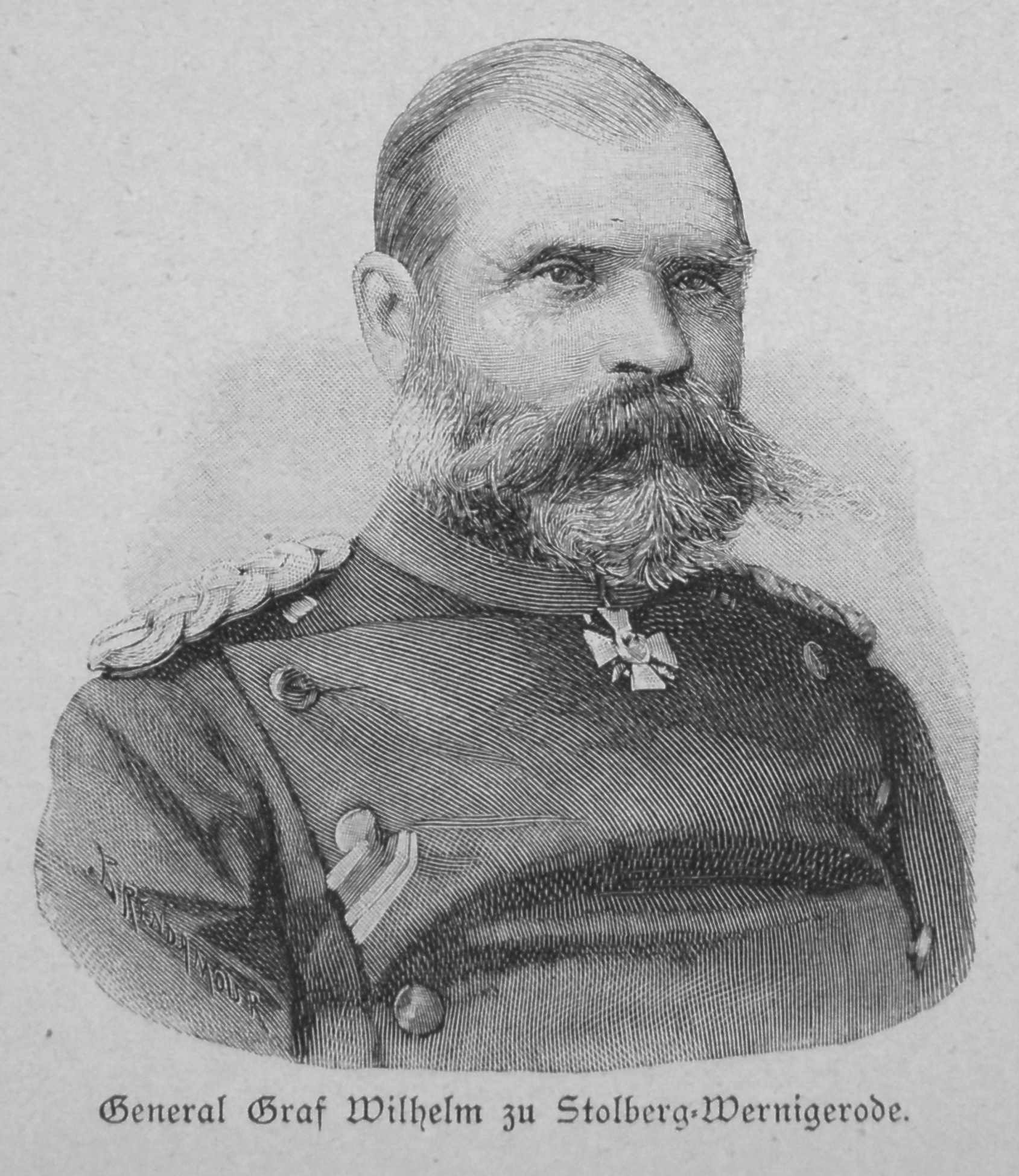
General Wilhelm Graf zu Stolberg-Wernigerode

Wilhelm Graf zu Stolberg-Wernigerode (* 13. Mai 1807 in Wernigerode; † 6. März 1898 in Jannowitz) war ein preußischer General der Kavallerie, Majoratsherr zu Jannowitz in Schlesien und Mitglied des preußischen Herrenhauses.

## Leben

### Herkunft
Wilhelm war der älteste Sohn des Grafen Constantin zu Stolberg-Wernigerode (1779–1817) und entstammte dem gräflichen Haus Stolberg-Wernigerode. Seine Taufpaten waren u. a. der Schriftsteller und Bibliothekar Lorenz Benzler (1747–1817) sowie der Hofprediger und Superintendent Johann Friedrich Schmid (1729–1811). Nachdem sein Vater während eines Kuraufenthaltes im böhmischen Karlsbad verstorben war, übernahm Wilhelm im Alter von zehn Jahren unter Vormundschaft die väterlichen Besitzungen in Schlesien.

### Militärkarriere
Stolberg trat am 3. August 1825 in das Garde-Dragoner-Regiment der Preußischen Armee ein, wurde am 17. April 1827 Sekondeleutnant und am 4. Juli 1835 Adjutant des Prinzen Wilhelm von Preußen. Am 24. Dezember 1837 nahm er als Premierleutnant den Abschied, um sich der Bewirtschaftung seiner Besitztümer Jannowitz und Kupferberg im Kreise Hirschberg zu widmen.
Am 7. Juli 1849 trat er als Rittmeister erneut beim Gardes du Corps in die Preußische Armee ein. Am 22. Juni 1852 wurde er Major und fungierte als Adjutant der Garde-Kavallerie-Division, am 15. Oktober 1856 stieg er als Stabsoffizier des Garde-Kürassier-Regiments zum Oberstleutnant auf. Von 1856 bis 1859 war er Kommandeur des Schlesischen Husaren-Regiments Nr. 4 in Oels. Nachdem er am 31. Mai 1859 zum Oberst aufgestiegen war, übernahm er die Führung der 12. Kavallerie-Brigade in Neisse. Am 23. Juli 1861 wurde er mit dem Charakter als Generalmajor auf eigenen Ansuchen zur Disposition gestellt, um sich wiederum seinen Gütern zu widmen. 

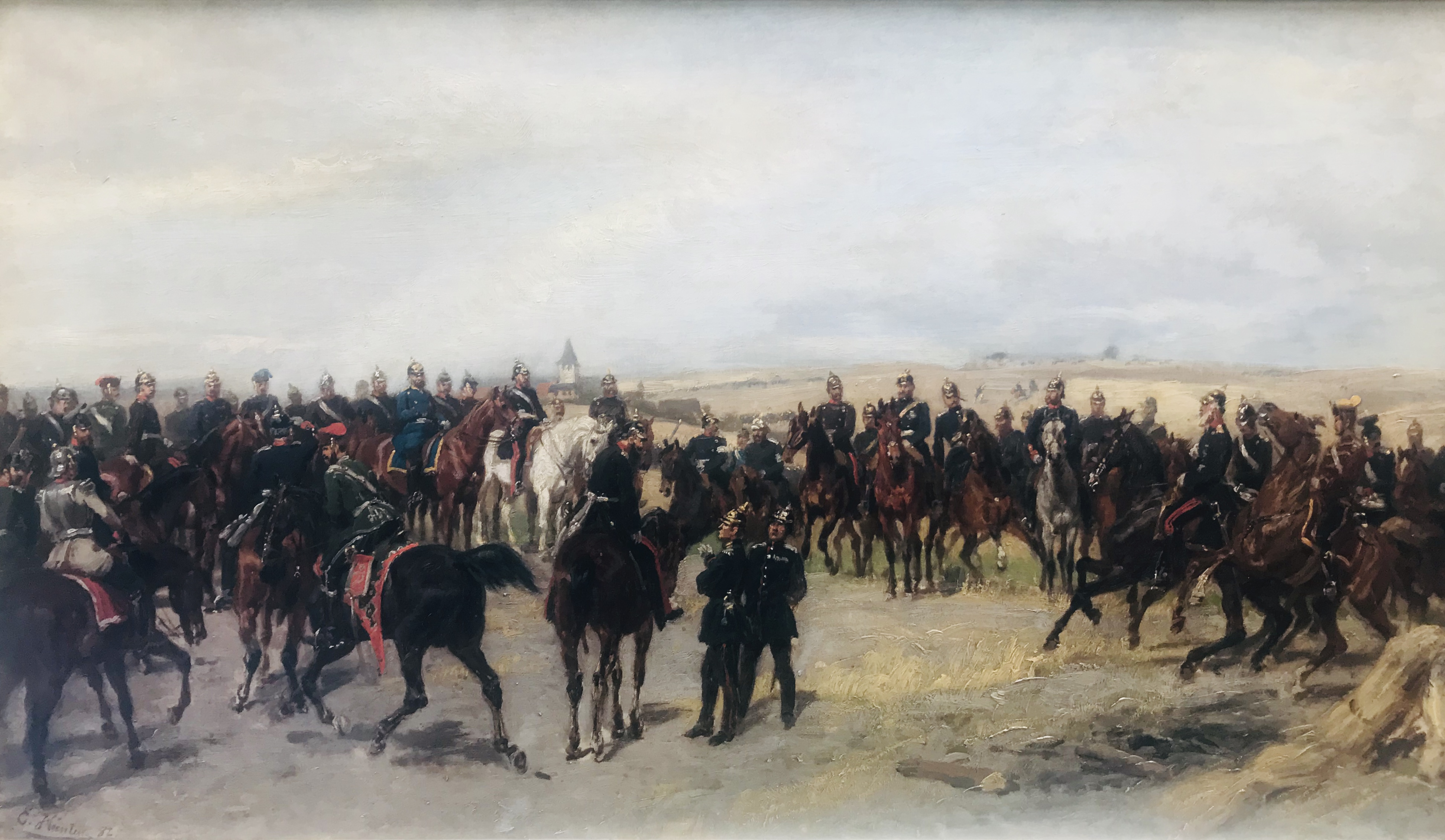
Meldung an General der Kavallerie Wilhelm Graf zu Stolberg-Wernigerode als scheidendem Kommandierenden General (auf dem Schimmel) durch Generalmajor Friedrich Wilhelm von Rauch; Ölgemälde von Emil Hünten, 1882

Nach dem Kriegsausbruch gegen Österreich trat er ab Mai 1866 als Kommandeur der 6. Landwehr-Kavallerie-Brigade von neuem in die Armee ein und deckte die Grenze gegen Galizien, seine Reiterei wurde aber durch feindlichen Widerstand bei Oswiecim zum Rückzug gezwungen. Nach dem Frieden wurde Stolberg zum Generalleutnant befördert und am 18. Mai 1867 gleichzeitig zum Kommandeur der 12. Division in Neisse ernannt. Beim Ausbruch des Krieges gegen Frankreich im Juli 1870 wurde er Kommandeur der meist nach seinem Namen benannten 2. Kavallerie-Division. Seine Division war der 3. Armee unter dem Kronprinzen Friedrich Wilhelm von Preußen zugeteilt und erst am 7. August bei Mainz vollständig versammelt. Sie deckte die linke Flanke der 3. Armee bei Sedan und beim Vormarsch auf Paris. Nach der Schlacht bei Coulmiers trat die Division zur neugebildeten Armeeabteilung des Großherzogs von Mecklenburg-Schwerin über und kämpfte im November im Raum Orléans. Danach trat die Division Stolberg unter das Oberkommando der 2. Armee des Prinzen Friedrich Karl von Preußen. Sie deckte Anfang 1871 die Verfolgung des Feindes gegen Westen in Richtung Le Mans.
Nach dem Krieg wurde Stolberg am 5. September 1871 zum Kommandierenden General des VII. Armee-Korps in Münster berufen. In dieser Stellung wurde Stolberg am 22. März 1873 zum General der Kavallerie befördert und am 2. September unter Verleihung des Großkreuzes des Roten Adlerordens mit Eichenlaub und Schwertern zum Chef des 1. Schlesischen Dragoner-Regiments Nr. 4 ernannt. In Würdigung seiner langjährigen Verdienste schlug König Wilhelm I. ihn am 22. März 1880 zum Ritter des Schwarzen Adlerordens. Unter Belassung in seiner Stellung als Chef des Dragonerregiments wurde Stolberg am 15. April 1882 mit Pension zur Disposition gestellt und mit dem Großkomtur des Königlichen Hausordens von Hohenzollern ausgezeichnet.
Nach seiner Verabschiedung zog er sich auf seine Güter nach Jannowitz zurück.

### Familie
Am 11. November 1835 heiratete er in Roßla Gräfin Elisabeth zu Stolberg-Roßla (1817–1896), Tochter von Graf August zu Stolberg-Roßla und Gräfin Karoline zu Erbach-Schönberg. Seine Gattin starb zwei Jahre vor ihm in Dresden. Aus ihrer langen Ehe von 61 Jahren gingen 14 Kinder hervor:
- Marianne (1836–1910) ⚭ Friedrich Graf zu Solms-Laubach (1833–1900)
- Luitgarde (1838–1917) ⚭ 1859 Heinrich XV. Prinz Reuß († 1869)
- Marie (1840–1919)
- Agnes (1842–1904) ⚭ Fürst Hermann zu Solms-Hohensolms-Lich (1838–1899)
- Constantin (1843–1905), Oberpräsident der preußischen Provinz Hannover ⚭ Antonie Gräfin zu Stolberg-Wernigerode (1850–1878)
- Carl (1845–1874)
- August (1847–1885)
- Ernst (1849–1907)
- Adolf (*/† 1850)
- Gertrud (1851–1852)
- Magdalena (1853–1863)
- Margarethe (1855–1928)
- Hermann (1856–1923)
- Anton (1859–1922)